# Piet Mondrian
Pieter Cornelis (Piet) Mondriaan, po roce 1912 Piet Mondrian (7. března 1872, Amersfoort – 1. února 1944, New York City) byl nizozemský malíř, jeden ze zakladatelů abstraktního malířství vůdčí osobnost neoplasticismu. Společně s Van Doesburgem a Bartem van der Leckem, architekty Gerrit Rietveldem a J. J. P. Oudem byl členem nizozemského uměleckého hnutí De Stijl, založeného roku 1917. Zabýval se rovněž urbanismem, architekturou a interiérovým designem. Mondrian dovedl abstraktní malbu až na její nejzazší mez. Radikálním zjednodušením kompozice a redukcí barev se snažil zachytit základní principy, jimž podléhá vše viditelné.

## Život
Pieter Cornelis Mondriaan, který si od roku 1912 změnil jméno na Piet Mondrian, se narodil 7. března 1872 v Amersfoortu nedaleko Utrechtu. Jeho stejnojmenný otec byl ředitel místní základní školy, matka Johanna Christina pocházela z rodiny Koků. Výchova jejich pěti dětí probíhala v přísně kalvínském duchu. Schopnost zacházet s tužkou a štětcem nebyla v jejich rodině vzácností, na počátku 60. let 19. století dosáhl jeho otec kvalifikace profesora kreslení. Zájem o malířství v Pieterovi vzbudil právě on, kalvinista s konzervativními politickými názory. Již v dětství mu Pieter pomáhal vytvářet náboženské litografie pro potřeby místního kostela. Otec také nechal svého syna realizovat politické plakáty oslavující nizozemský národ pod vedením oranžské dynastie. Pro mladého Pieta šlo o mimořádnou příležitost, díky které měl možnost objevit uměleckou minulost své země. V roce 1889 získal Piet Mondrian diplom, se kterým měl možnost učit kreslení na základní škole. Krátce pracoval jako pedagog, ale potom zjistil, že ho to neuspokojuje. Toužil stát se malířem. Svěřil se s tím svým rodičům, ti však byli proti. V roce 1892 získal Mondrian diplom, který mu tentokrát umožnil učit kreslení na střední škole. To však také neuspokojilo jeho ctižádostivost, a tak se v roce 1892 vydal do Amsterdamu, kde se nechal zapsat na Akademii výtvarného umění. Jako profesor kreslení byl Mondrian na Akademii přijat bez přijímacích zkoušek, musel však zaplatit zápisné. Ve druhém ročníku se mu podařilo získat královské stipendium. V Amsterdamu bydlel tři roky v rodině protestantského politika a novináře Johana Adama Wormsera a přidružil se do komunity, soustředěné kolem kostela reformované nizozemské církve. Na Akademii studoval do roku 1897. Zde byl jeho učitelem zejména August Allebé.

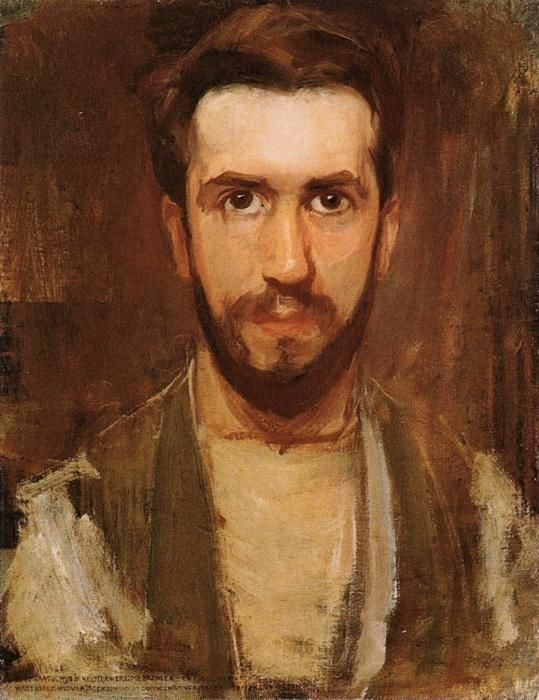
Autoportrét, kolem 1900

 Od roku 1895 se začal věnovat krajinomalbě. Obrazy prodával stálým zákazníkům, takže dosáhl určité nezávislosti. Poměrně brzy se o něm začalo mluvit jako o kvalitním krajináři. Roku 1897 se zúčastnil výstavy organizované sdružením Arti et Amicitiae, jehož byl od roku 1895 členem. O rok později vstoupil do spolku sv. Lukáše, patrona malířů, v Amsterdamu a stal se tak členem profesního uskupení. V letech 1898 a 1901 se dvakrát neúspěšně pokoušel získat Římskou cenu. V roce 1899 objevil Mondrian teosofii, jejíž myšlenky nacházely ohlas v jeho další tvorbě. Nakonec se roku 1909 stal členem nizozemské Teosofické společnosti.

Roku 1904 se odstěhoval do Udenu v Brabantsku. Celý tento a příští rok se tam věnoval krajinomalbě. V roce 1906 získal Willink van Collenprijs (Cenu Willinka van Collena). Zimu toho roku strávil společně se svým přítelem, malířem Albertem Gerardem Hulshoffem-Polem, na farmě poblíž vesnice Oele. První výstavu v prestižní galerii měl Mondrian roku 1909. Uskutečnila se v Stedelijk Museum v Amsterdamu a vystavovali na ní i jeho přátelé Cornelis Spoor (1867–1928) a Jan Sluyters (1881–1957). Jeho obrazy, které v té době měly blízko k fauvismu, však kritika odmítla. Roku 1911 vystavoval v rámci projektu, pořádaného skupinou amsterdamských malířů s názvem Moderne Kunstkring (Kruh moderního umění). Účastnili se ho rovněž Picasso a Braque. Poslal též jedno ze svých pláten na pařížský Salon nezávislých. Setkání s moderní francouzskou malbou přivedlo Mondriana k rozhodnutí přesídlit do Paříže, kam odjel na konci prosince 1911. Jedním z hlavních cílů bylo blíže poznat Picassovu tvorbu, protože tento Katalánec byl v té době jeho vzorem. 

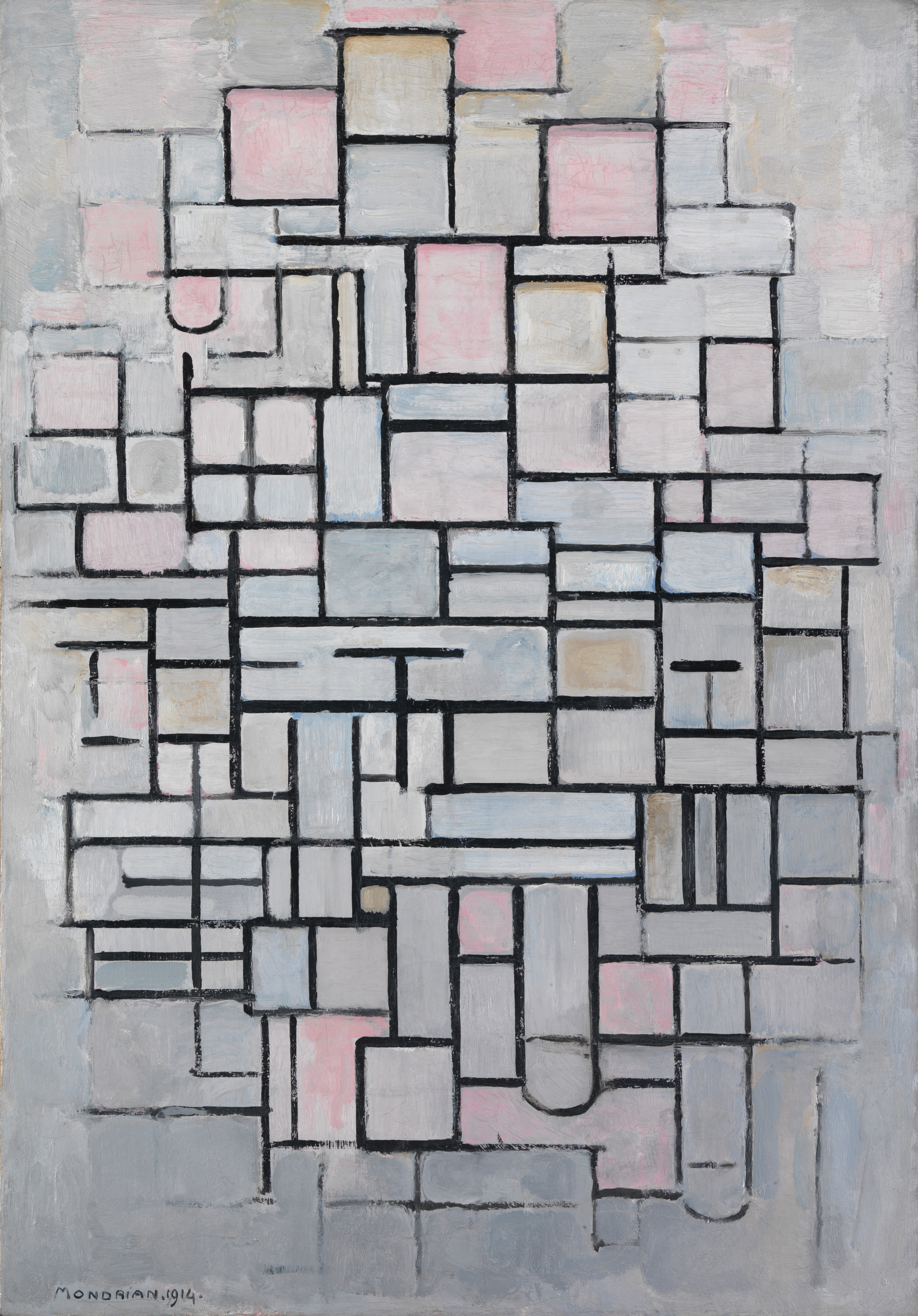
Kompozice č. 4, 1914

 Rozchod s dosavadním způsobem malby demonstroval Mondrian i změnou jména: Z Pietera se stal Piet. Přesídlení do Paříže bylo možné i díky finanční pomoci uměleckého kritika a mecenáše Conrada Kickerta (1882–1965), který měl kontakty s tamními kubisty. V Paříži se Mondrian usadil Rue du Départ 26 na Montparnassu. Ve stejném domě měl v té době ateliér i Diego Rivera, který tehdy, stejně jako Mondrian, vstřebával podněty kubismu.
Když roce 1914 vypukla první světová válka, vrátil se Mondrian zpět do Nizozemí. Učinil tak i kvůli svému otci, který byl nemocen a o rok později zemřel. Roku 1916 se Mondrian usadil ve městě Laren, kde sídlila kolonie malířů. Během války postupně bydlel také v Amsterdamu, Blaricumu a Scheveningenu. V té době mu začal vyplácet pravidelnou rentu Henk Bremmer (1871–1956), historik umění a kurátor významné sbírky obrazů Helene Kröller-Müller (1869–1939). Bremmer si tím chtěl pojistit, aby reprezentativní kolekce Mondrianových prací byla součástí sbírky, kterou spravoval.

Pro Mondrianův umělecký vývoj byl důležitý rok 1915, kdy se setkal s malířem a architektem Theo van Doesburgem. O dva roky později spolu založili uměleckou skupinu De Stijl. Vydávali též stejnojmenný měsíčník, propagující umělecký styl neoplasticismus. Mondrian v něm publikoval sérii článků s názvem Nová tvorba v malířství. Ještě během války opouští kubismus a stále více se blíží k abstrakci. 

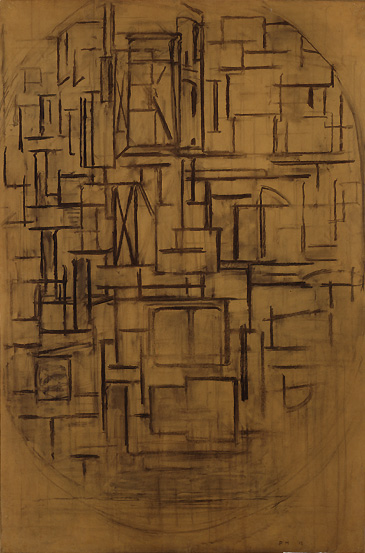
Lešení: Studie k Tableau 3, 1914

 Začal malovat složité abstraktní kompozice s rytmizovanými vertikálními a horizontálními liniemi, strukturovanými v rámci geometrické mřížky. Postupně se s van Doesburgem umělecky rozešel, ale do de Stilju stále přispíval.
Roku 1919 se Mondrian vrátil do Paříže, kde rok nato vydal teoretický článek o zásadách svého umění s názvem Le Neo Plasticismus. S návratem do Paříže ale také skončila podpora od Henka Bremmera. Počátkem roku 1920 postihla umělce tvůrčí krize a Mondrian vážně uvažoval, že s malováním skončí. Krizi nicméně překonal a právě v té době začal malovat obrazy, které jsou pro něj nejtypičtější a podle nichž je možné ho jako autora identifikovat. Jsou to barevné, často černě orámované mnohoúhelníky. Po roce 1921 se používání barev ustálilo na třech základních: modré, červené a žluté, doplňované černou, šedou a bílou.
Ve 20. letech již mělo Mondrianovo umění ohlas mezi evropskou avantgardou. Malíř se sice nestal členem pedagogického sboru na Bauhausu jako jeho krajan van Doesburg, Bauhaus však ve své ediční řadě pod č. 5 vydal roku 1925 jeho pojednání Neue Gestaltung. Ve druhé polovině 20. let se Mondrian věnoval také teoretické práci. V časopisu i10, který v Amsterdamu vydával anarchista Arthur Lehning, publikoval články o architektuře a urbanismu. Několik Mondrianových obrazů si zakoupili američtí sběratelé umění Katherine Sophie Dreier (1877–1952) a Albert Eugene Gallatin (1881–1952), čímž stoupla malířova prestiž ve Spojených státech. Počátkem 30. let také vystavoval s uskupeními Cercle et Carré a Abstraction-Création. V roce 1932 se při příležitosti malířových šedesátin konala v amsterdamském Stedelijk Museum jeho velká retrospektiva.

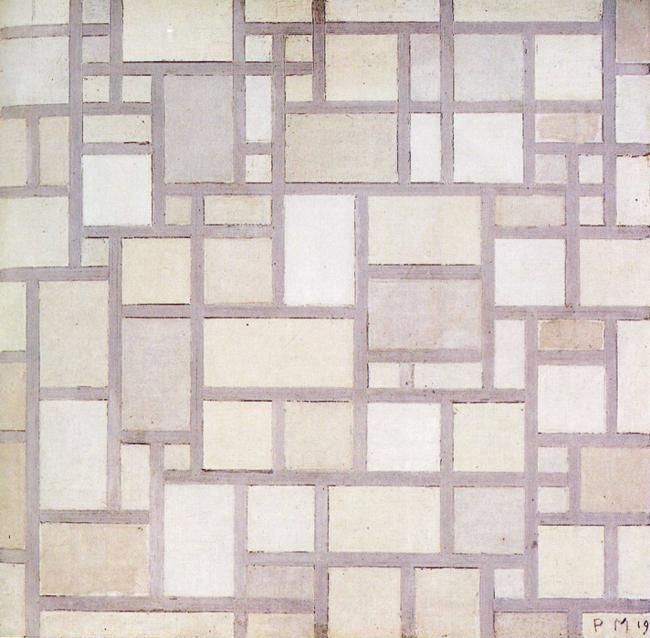
Kompozice s mřížkou 7, 1919

 V roce 1938 si Mondrian uvědomoval, že v případě války pro něj Paříž nebude příliš bezpečná. Přijal pozvání svých londýnských přátel, malíře Bena Nicholsona a sochařky Barbary Hepworth, a přestěhoval se k nim na předměstí Londýna do Hampsteadu. V roce 1940 však byl dům, kde umělci žili, zasažen bombardováním a Mondrian se rozhodl Evropu opustit. Na pozvání malíře Harryho Holtzmana odjel do Spojených států. 3. října 1940 dorazil do New Yorku, kde se usadil. Brzy navázal kontakty s místní uměleckou komunitou, zejména s abstraktními expresionisty, s nimiž také vystavoval. Stýkal se také se surrealisty Maxem Ernstem a André Bretonem, kteří rovněž emigrovali. Sblížil se s Peggy Guggenheim, která v roce 1942 otevřela v New Yorku The Art of This Century gallery (Galerii umění tohoto století). Právě na Mondrianův popud galeristka akceptovala tvorbu Jacksona Pollocka a roku 1943 mu uspořádala jeho první samostatnou výstavu.
Od mládí muzikálního Mondriana uchvátil svět newyorských jazzových klubů. Jazz ho také inspiroval k poslední sérii obrazů, které vytvořil, nesoucí název Boogie Woogie. Černá struktura linií je v nich nahrazena barevnými liniemi. Roku 1941 vyšel jeho autobiografický text s názvem Toward the True Vision of Reality. V lednu 1944 byl u Mondriana diagnostikován těžký zápal plic. Dne 1. února zemřel a o dva dny později byl pochován na brooklynském hřbitově.
S jedinou výjimkou Mondrian nikdy nenavázal trvalejší vztah s ženou. Před první světovou válkou byl krátce zasnoubený s Greet Heybroek, zasnoubení však zrušil. V roce 1940 učinil svým univerzálním dědicem Harryho Holtzmana.

## Dílo
Mondrianovo rané dílo tvoří, přibližně do roku 1907, ztišené krajiny, modelované v jemné šedi, světle fialové a tmavé zeleni. Pod vlivem nizozemského malíře Jana Tooropa (1858–1928) začal v roce 1908 experimentovat s jasnějšími barvami. To byl počátek jeho pokusu o překonání přírody. Po přestěhování do Paříže v roce 1911 si Mondrian osvojil kubismem ovlivněný styl. V tomto duchu vytvořil analytické série obrazů s názvy Stromy (1912–1913) a Lešení (1912–1914). Postupně tak překonal částečný naturalismus svých počátků a dopracoval se ke způsobu vyjádření, v němž se omezil na svislé a vodorovné tahy štětcem.
V roce 1917 založil Mondrian spolu s Theo van Doesburgem časopis de Stijl, v němž formuloval svou teorii o nové umělecké formě s názvem neoplasticismus. Jeho podstatou bylo, že se umění nemá zabývat zobrazováním existujících předmětů, nýbrž by se mělo snažit postihnout povahu Absolutna, z něhož je viděná realita odvozená. Odmítal všechny smyslové vlastnosti textury, povrchu a barvy obrazů, přičemž barvy redukoval jen na ty základní. Jeho přesvědčení, že plátno jako plocha může obsahovat jen plošné elementy, ho vedlo k tomu, že na obrazech nepoužíval křivky, ale jen přímé linie protínající se v pravých úhlech. Charakteristickou ukázkou těchto principů je zde reprodukovaný a interpretovaný obraz Kompozice se žlutou, modrou a červenou z let 1937–1942.
Když se v roce 1940 Mondrian odstěhoval do New Yorku, jeho styl se uvolnil a rytmizoval. Přestal používat těžké černé linie a nahradil je převážně žlutými, prokládanými malými, světle barevnými čtverci. Dokládá to jeden z jeho posledních obrazů, Broadwayské boogie-woogie z let 1942–1943. Z obrazu vyzařuje hudební rytmus.
Mondrian byl jedním z nejvlivnějších umělců 20. století. Jeho teorie abstrakce a zjednodušení ovlivnila nejen jeden z hlavních proudů světového malířství 20. století, měla také hluboký vliv na architekturu, interiérový design a grafickou tvorbu. Jeho umění nalezlo ohlas i v módě. Reprodukce jeho abstraktních maleb se v 60. letech nosily jako moderní vzory na šatech návrháře Yvese Saint-Laurenta.

### Vybrané obrazy
- Autoportrét, kolem 1900, 53×44 cm, Gemeentemuseum Den Haag
- Kompozice č. 4, 1914, 88×61 cm, Gemeentemuseum Den Haag
- Lešení: Studie pro Tableau 3, 1914, 152×100 cm, Sbírka Peggy Guggenheimové, Benátky
- Kompozice č. 8, 1914, 94×56 cm, Guggenheimovo muzeum, New York
- Kompozice v barvě A, 1917, 50×44 cm, Kröller-Müller Museum, Otterlo (Nizozemsko)
- Kompozice s mřížkou 4 (kosočtverec), 1919, 60×60,2 cm, Philadelphia Museum of Art
- Kompozice s mřížkou 7, 1919, 48,5×48,5 cm, Kunstmuseum Basel
- Kompozice č. 3 s červenou, žlutou a modrou, 1927, 60×40 cm, Rijksmuseum, Amsterdam
- Kompozice se žlutou, modrou a červenou, 1937–1942, 72,5×69 cm, Tate Modern, Londýn
- Broadwayské boogie-woogie, 1942–1943, 127×127 cm, Museum of Modern Art, New York

### Kompozice se žlutou, modrou a červenou

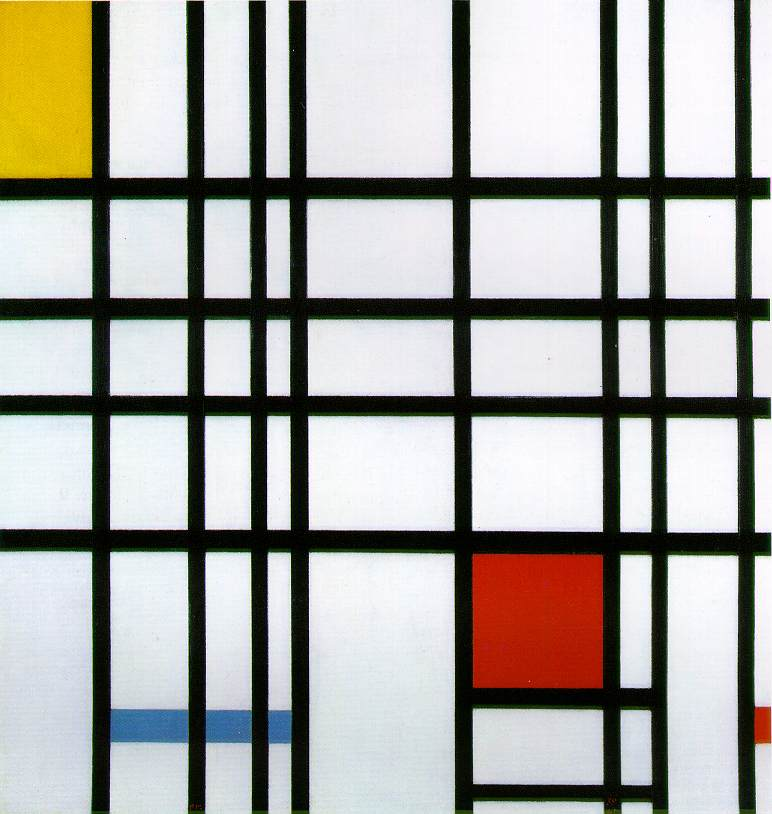
Kompozice se žlutou, modrou a červenou, 1937–1942

Jde o jeden z Mondrianových abstraktních obrazů, které později sloužily jako vzor k potisku dámských šatů u návrháře Yvese Saint-Laurenta. Mondrian se k tomuto způsobu vyjádření dopracoval dlouhým vývojem, v němž hrály významnou roli i názory nizozemského filozofa M. H. J. Schoenmaekerse (1875–1944), s nimiž se jako jediný umělec zcela ztotožnil. Schoenemakerovu matematickou teosofii poznal v prvních letech 20. století.
Vodorovné čáry na obraze Kompozice s červenou, žlutou a modrou (asi 1937–1942, 69×72 cm) jsou silnější a přibližně stejně od sebe vzdáleny, zatímco kolmé čáry jsou tenčí a jejich vzájemná vzdálenost se liší. Připomínají spektrální čáry, jaké znají astronomové. Obrátíme-li tedy obraz o 90°, efekt „spektrálních čar“ se už nedostaví. Obrácení o 180° je zase disharmonické. Z díla tedy nevyplývá nic jiného, než co by se nedalo odhalit z jeho grafické a barevné podoby. Není proto určeno pro interpretaci, výklad, ale pro pouhé hledění. („Divák nemusí obrazu rozumět. Či lépe – líbí-li se mu, rozumí mu. Ale není třeba, aby si zážitky z něho přenášel do slov. To je nebezpečné a může přivést k nesprávným závěrům. Obraz je záležitostí dívání, nazírání, zažívání – ne myšlení.“). Pokud obraz vůbec něco vyjadřuje, pak jsou to univerzální pravdy o vesmíru a životě a jejich jedinečném počátku (viz neoplasticismus).

## Galerie

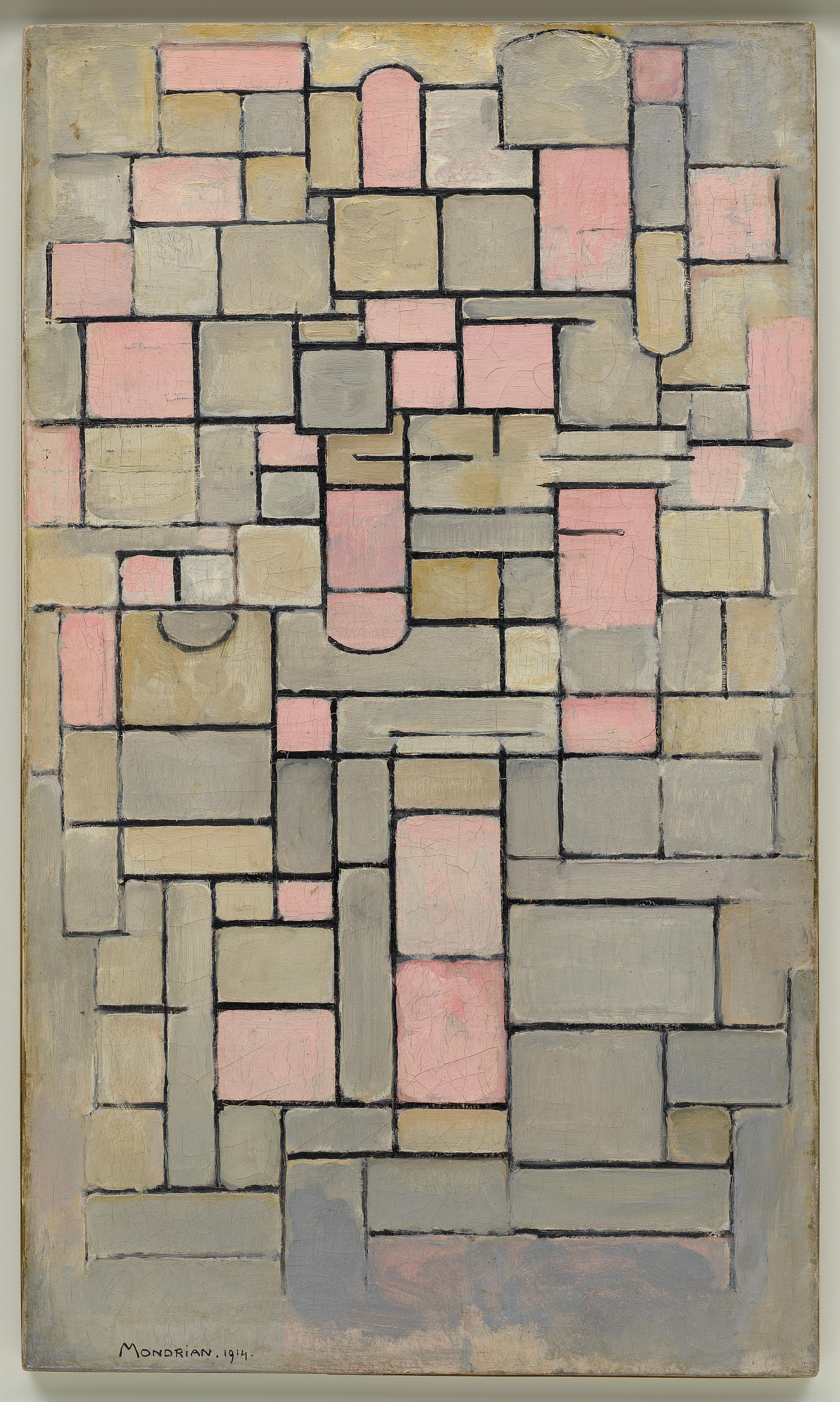
Kompozice č. 8, 1914
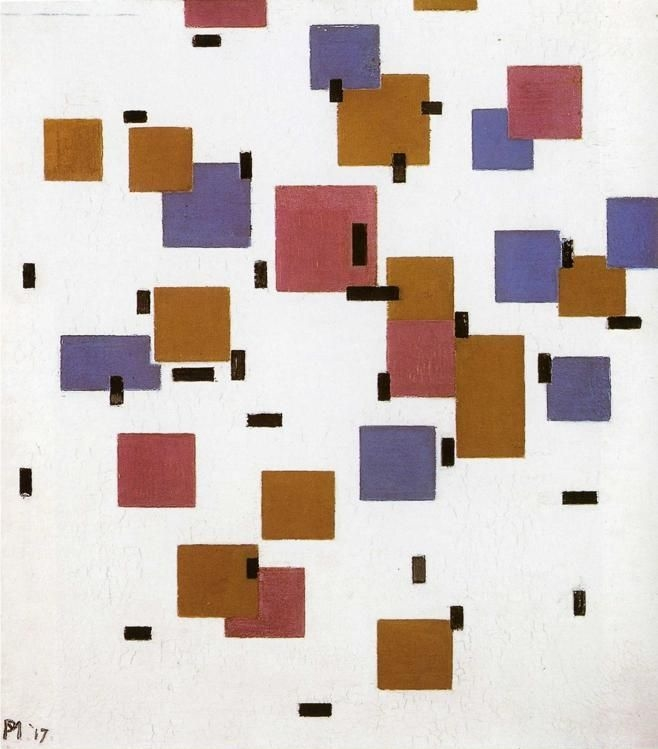
Kompozice v barvě A, 1917
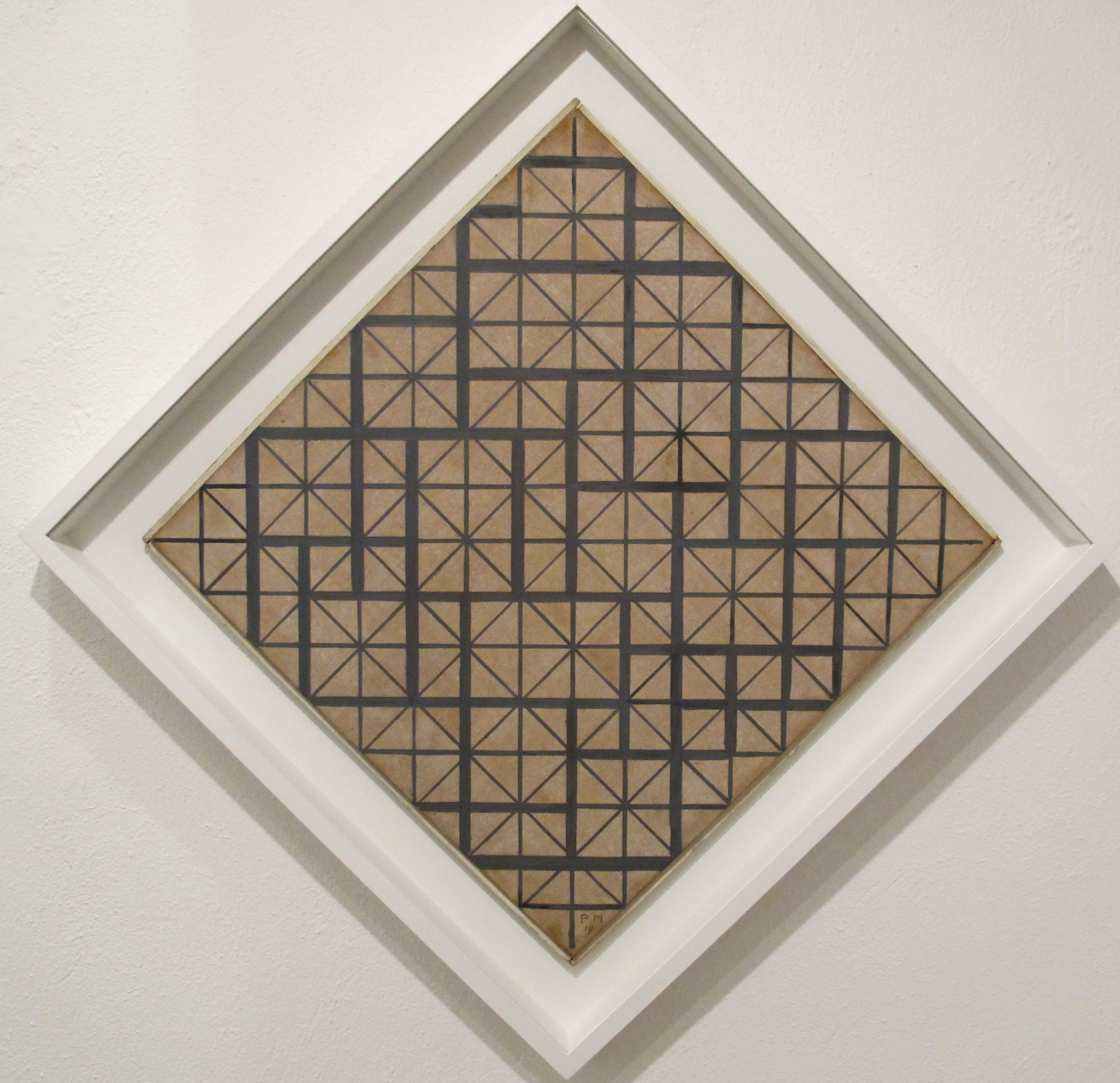
Kompozice s mřížkou 4 (kosočtverec), 1919
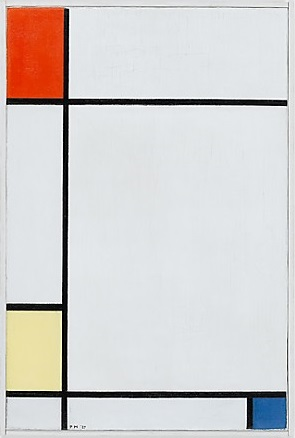
Kompozice č. 3 s červenou, žlutou a modrou, 1927
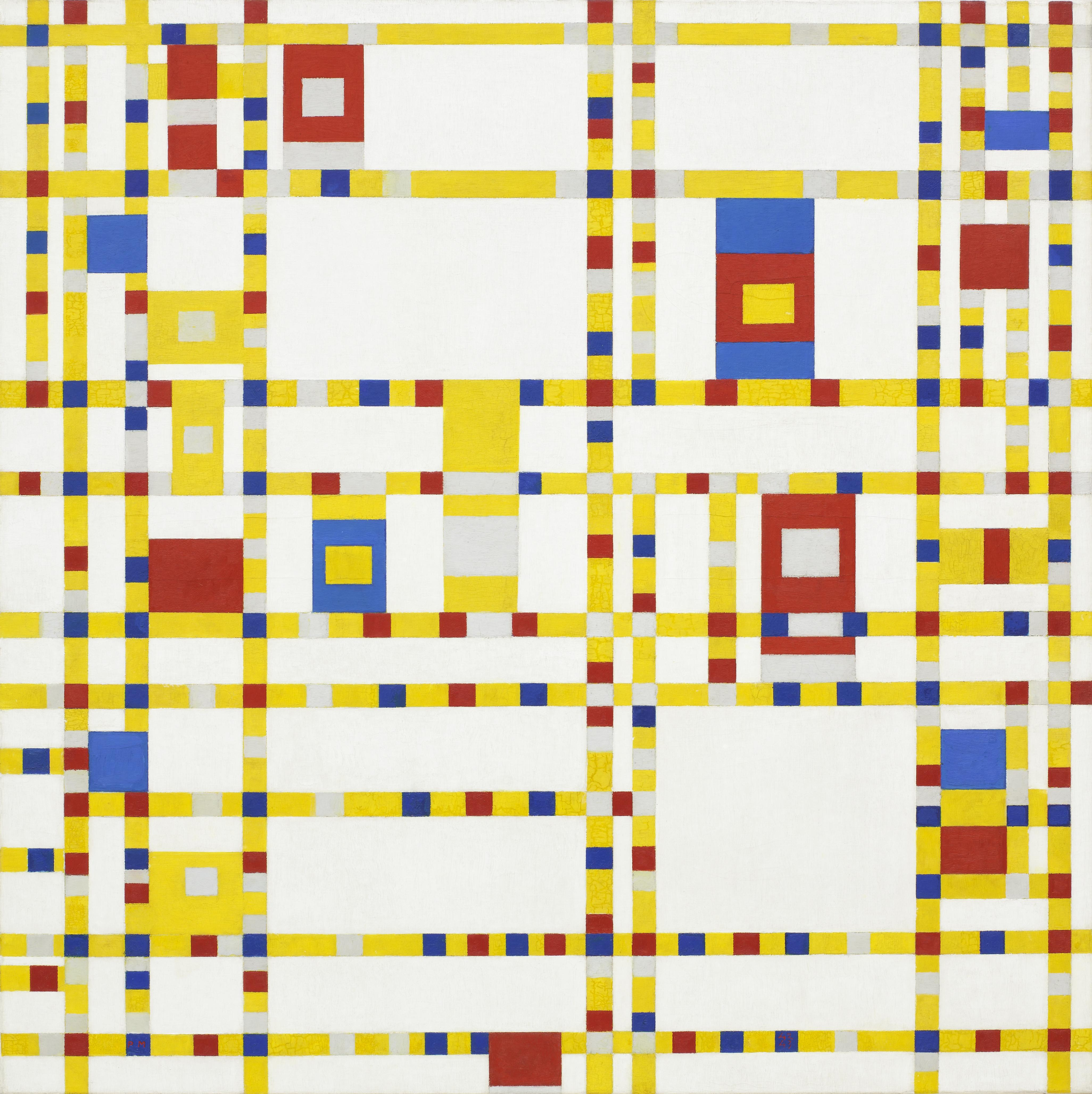
Broadwayské boogie-woogie, 1942–1943